# Wilhelm Mayer
Wilhelm Mayer (Praga, Txèquia, 10 de juny de 1831 - Graz, Àustria, 22 de gener de 1898) fou un compositor del Romanticisme.
Fou deixeble de H. E. Pietsch, i després continuà la carrera d'advocat, el mateix que el seu pare, però alternà els seus estudis jurídics amb el cultiu de la música. Acabada la seva carrera, exercí diversos càrrecs administratius, i el 1862 es dedicà definitivament a la música. Fou director de la Societat estiriana de música fins al 1870, i es dedicà després exclusivament a la composició i a l'ensenyança musical.
Entre les seves obres hi figuren:
- l'obertura Sardanapal;
- el poema simfònic Helene, Stavisches Liederspiel, per a dos pianos;
- Oestliche Rosen, també per a dos pianos;
- l'òpera Wildfräulein (1876);
- tres simfonies;
- Lieders, etc.

Entre els seus deixebles hi va haver Ferruccio Busoni i Felix Weingartner.